# Izernore (tổng)
Tổng Izernore là một tổng của Pháp nằm ở tỉnh Ain trong vùng Rhône-Alpes.

## Hành chính
| Giai đoạn | Ủy viên                        | Đảng | Tư cách                      |
| --------- | ------------------------------ | ---- | ---------------------------- |
| 1833      | Jules F.-E. Laguette de Mornay |      | Volognat                     |
| 1845      | Claude Joseph Tacon            |      | Oyonnax                      |
| 1848      | Jules Laguette de Mornay       |      | Sonthonnax-la-Montagne       |
| 1874      | Jean-Baptiste Roset            |      | Brion                        |
| 1896      | François Gardaz                |      |                              |
| 1919      | François Béroud                |      | Peyriat                      |
| 1936      | Jules Donier                   |      | Izernore                     |
| 1969      | Henri Massonnet                |      | Mornay puis Nurieux-Volognat |
| 1982      | Michel Carminati               |      | Izernore                     |
| 2001      | Laurence Jeanneret-Nguyen      | UDF  | Leyssard                     |
| 2008      | Mario Borroni                  | DVG  | Nurieux-Volognat             |

## Số đơn vị cấp dưới
Tổng này gồm 10 xã và có dân số 4 519 dân (theo điều tra dân số năm 1999, số lượng không tính trùng).
| Xã                     | Dân số | Mã bưu chính | Mã insee |
| ---------------------- | ------ | ------------ | -------- |
| Bolozon                | 100    | 01450        | 01051    |
| Ceignes                | 273    | 01430        | 01067    |
| Izernore               | 2 140  | 01580        | 01192    |
| Leyssard               | 161    | 01450        | 01214    |
| Matafelon-Granges      | 641    | 01580        | 01240    |
| Nurieux-Volognat       | 1045   | 01460        | 01267    |
| Peyriat                | 166    | 01430        | 01293    |
| Samognat               | 422    | 01580        | 01392    |
| Serrières-sur-Ain      | 115    | 01450        | 01404    |
| Sonthonnax-la-Montagne | 312    | 01580        | 01410    |

## Biến động dân số
| 1962                                                     | 1968  | 1975  | 1982  | 1990  | 1999  |
| -------------------------------------------------------- | ----- | ----- | ----- | ----- | ----- |
| 1 898                                                    | 2 126 | 2 284 | 2 908 | 3 550 | 4 519 |
| Nombre retenu à partir de 1962 : dân số không tính trùng |       |       |       |       |       |